# Євпак Юрій Володимирович
Ю́рій Володи́мирович Євпак (нар. 18 лютого 1977 — 13 серпня 2014) — старший солдат Збройних сил України, учасник російсько-української війни.

## Життєвий шлях
Народився 1977 року в селі Велика Горбаша. Кілька років їздив до міста у спортивну школу на тренування у футбольну секцію. Після закінчення школи навчався в Головинському ПТУ, у 1995 році призваний на військову службу. Після демобілізації працював у пенітенціарній системі, потім служив у військах спеціального призначення У 1998 році Юрій став на весільний рушник із коханою дівчиною Наталією.
У часі війни мобілізований в березні 2014-го — сержант, головний сержант розвідувальної роти підрозділу 30-ї ОМБр.
Загинув внаслідок артилерійського обстрілу поблизу села Степанівка (Шахтарський район). Їхав в автомобілі «Нива» разом з Богданом Сахнюком, після обстрілу вважався зниклим безвісти. Його тіло знайшли пошуковики 7 вересня; упізнаний за експертизою ДНК. У лютому 2015 року похований у селі Велика Горбаша.
Залишилися мама, дружина, донька Катруся 1999 та син Артем 2009 р.н.

## Нагороди та джерела
За особисту мужність і героїзм, виявлені у захисті державного суверенітету та територіальної цілісності України, вірність військовій присязі під час російсько-української війни, відзначений — нагороджений
- орденом «За мужність» III ступеня (22.9.2015, посмертно)
- Вшановується 13 серпня на щоденному ранковому церемоніалі вшанування українських захисників, які загинули цього дня в різні роки внаслідок російської збройної агресії[1].
- Його портрет розміщений на меморіалі «Стіна пам'яті полеглих за Україну» в Києві: секція 2, ряд 5, місце 37.